# Novation (lingvistik)
Novation (senlat. novatio 'förnyelse', av lat. novus) är en nyhet eller nybildning, till exempel inom ett språk eller inom en kultursfär.
Inom språkforskning är novation ett nybildat språkligt särdrag som inte återfinns i angränsande språk eller dialekter. Novationer är det ena av de två sätt på vilka dialekter med tiden skiljer ut sig från angränsande dialekter och från standardspråket. Den andra mekanismen är bevarade arkaismer, alltså att äldre gemensamma drag som försvunnit kvarstår i en viss dialekt. Nyheter i språket sprids på samma sätt som andra kulturella fenomen, det vill säga från ett centrum av något slag. Centrum är i den här betydelsen ett område som har större religiös, administrativ, ekonomisk, politisk eller kulturell vikt än periferin. I praktiken finns flera olika spridningscentrum av olika slag som påverkar varandra. Spridningen av novationer kan beskrivas som ett slags vågor som drar fram över språklandskapet, ofta längs kommunikationsleder som segelbara floder, järnvägar och kustremsor, isolerade språköar och mer svårtillgängliga trakter förblir opåverkade av vågens utbredning.